# Eerste klasse 1990-91 (basketbal België)
Het seizoen 1990-1991 was de 44e editie van de hoogste basketbalcompetitie.
RC Maes Pils Mechelen behaalde zijn twaalfde landstitel. Brandt Kortrijk en Duvel Willebroek promoveerden. Pitzemburg eindigde tweede maar vond niet voldoende financiële middelen, verzaakte aan de promotie en daalde naar de laagste provinciale reeks. Avanti Brugge gaf op 31 december 1990 algemeen forfait, al hun uitslagen werden geannuleerd.

## Verhuisd
Assubel RUS Mariembourg verhuisde naar Namur en werd Avenir Namur

## Naamswijzigingen
- Securitas Pepinster BC werd Go Pass.B. Pepinster
- CGER Espoir Monceau werd Spirou Monceau
- AS Maccabi werd BBC Maccabi Brussels

## Eindstand
|  |    |                       | P  | W  | V  | G | Ptn |
|  | -- | --------------------- | -- | -- | -- | - | --- |
|  | 1  | RC Maes Pils Mechelen | 24 | 21 | 3  | 0 | 42  |
|  | 2  | Sunair BC Oostende    | 24 | 18 | 6  | 0 | 36  |
|  | 3  | Trane Castors Braine  | 24 | 16 | 8  | 0 | 32  |
|  | 4  | Go Pass B Pepinster   | 24 | 15 | 9  | 0 | 30  |
|  | 5  | Durox Leuven          | 24 | 13 | 11 | 0 | 26  |
|  | 6  | Hellas Bobcat Gent    | 24 | 13 | 11 | 0 | 26  |
|  | 7  | Spirou Monceau        | 24 | 12 | 12 | 0 | 24  |
|  | 8  | Cuva Houthalen        | 24 | 10 | 14 | 0 | 20  |
|  | 9  | Avenir Namur          | 24 | 10 | 14 | 0 | 20  |
|  | 10 | BAC Damme             | 24 | 10 | 14 | 0 | 20  |
|  | 11 | BBC Maccabi Brussels  | 24 | 8  | 16 | 0 | 16  |
|  | 12 | Brandt Kortrijk       | 24 | 6  | 18 | 0 | 12  |
|  | 13 | Duvel Willebroek      | 24 | 4  | 20 | 0 | 8   |
|  | 14 | Avanti SC Brugge      | 0  | 0  | 0  | 0 | 0   |

## Play-offs
- Best of three
- Best of five

1928 · 1929 · 1930 · 1931 · 1932 · 1933 · 1934 · 1935 · 1936 · 1937 · 1938 · 1939 · 1940 · 1941 · 1942 · 1943 · 1944 · 1945 · 1946 · 1947 · 1948 · 1949 · 1950 · 1951 · 1952 · 1953 · 1954 · 1955 · 1956 · 1957 · 1958 · 1959 · 1960 · 1961 · 1962 · 1963 · 1964 · 1965 · 1966 · 1967 · 1968 · 1969 · 1970 · 1971 · 1972 · 1973 · 1974 · 1975 · 1976 · 1977 · 1978 · 1979 · 1980 · 1981 · 1982 · 1983 · 1984 · 1985 · 1986 · 1987 · 1988 · 1989 · 1990 · 1991 · 1992 · 1993 · 1994 · 1995 · 1996 · 1997 · 1998 · 1999 · 2000 · 2001 · 2002 · 2003 · 2004 · 2005 · 2006 · 2007 · 2008 · 2009 · 2010 · 2011 · 2012 · 2013 · 2014 · 2015 · 2016 · 2017 · 2018 · 2019 · 2020 · 2021